# La Penne-sur-Huveaune
La Penne-sur-Huveaune – miejscowość i gmina we Francji, w regionie Prowansja-Alpy-Lazurowe Wybrzeże, w departamencie Delta Rodanu.
Według danych na rok 1990 gminę zamieszkiwało 5879 osób, a gęstość zaludnienia wynosiła 1651 osób/km² (wśród 963 gmin regionu Prowansja-Alpy-W. Lazurowe La Penne-sur-Huveaune plasuje się na 116. miejscu pod względem liczby ludności, natomiast pod względem powierzchni na miejscu 816.).